# Стадион Жорж Шаме
Стадион Жорж Шаме (фр. Stade Georges-Chaumet) је вишенаменски стадион у Кајену, Француска Гвајана. Углавном се користи за фудбалске утакмице и ту наступа фудбалска репрезентације Француске Гвајане. Оригинално име стадиона је било Стад де Бадуел (Stade de Baduel), али је у јулу 2014. године име промењено у „Стадион Жорж Шаме”.
Стадион има капацитет од 7.000 места, има природни травњак и синтетичку стазу од 400 m. Централни део стадиона, назван „ла какует“, реновиран је 2012. године.
Стадион се такође користи за културне догађаје као што је „ле Кајен џез фестивал”.